# Galbijjim
El galbijjim o kalbijjim es una variedad de jjim o plato al vapor coreano hecho con galbi (갈비, costilla corta). El galbi de vaca se denomina a veces gari (가리), por lo que el plato puede llamarse garijjim. El galbijjim suele hacer con costillas cortas de vaca o cerdo. En el segundo caso, se llama dweji galbi.
El ingrediente preferido para el galbijjim son las costillas de ternera por su sabor y blandura. El galbi es más caro que otros cortes de vaca en Corea del Sur, por lo que el galbijjim ha sido considerado un plato de clase alta.
Las costillas son un corte graso, por lo que cuando se cocina el exceso de grasa debe retirarse con cuidado. El primer paso en la preparación de las costillas es ponerlas en remojo en agua durante una o dos horas para retirar la sangre.